# Antonio Vivaldi
Antonio Lucio Vivaldi (Veneza, 4 de março de 1678 — Viena, 28 de julho de 1741) foi um compositor e músico do estilo barroco tardio oriundo da República de Veneza, atual Itália. Tinha a alcunha de il Prete Rosso ("o padre ruivo") por ser um sacerdote católico de cabelos ruivos. Compôs 770 obras, entre as quais 477 concertos e 46 óperas. É conhecido do grande público principalmente por seus quatro concertos para violino e orquestra denominados Le quattro stagioni ("As Quatro Estações").

## Biografia
Filho de Giovanni Battista Vivaldi e Camilla Calicchio, Antonio Vivaldi era o mais velho de sete irmãos. Seu pai, um barbeiro, mas também um talentoso violinista (alguns chegam a considerá-lo como um virtuoso), depois de iniciá-lo na música, matriculou-o, ainda pequeno, na Capela Ducal de São Marcos, para aperfeiçoar seus conhecimentos musicais, e foi também responsável pela sua admissão na orquestra da Basílica de São Marcos, onde Antonio Vivaldi despontou como o maior violinista do seu tempo.
Em 1703, Vivaldi foi ordenado padre. Em 1704, foi-lhe dada dispensa da celebração da Eucaristia devido à sua saúde fragilizada (aparentemente sofria de asma), e ele se voltou para o ensino de violino num orfanato de moças - o Ospedale della Pietà, em Veneza. Pouco tempo após assumir suas novas funções, as meninas ganharam seu apreço e sua estima. Vivaldi compôs para elas a maioria dos seus concertos, cantatas e músicas sagradas. Segundo alguns rumores, ele chegou a ser excomungado após abandonar uma missa no momento da transubstanciação eucarística para anotar uma melodia que lhe ocorreu durante a cerimônia, mas nada foi confirmado oficialmente.

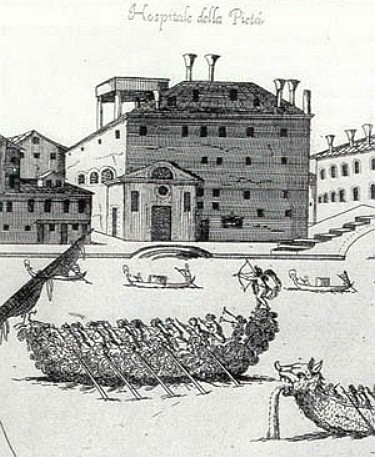
Il Pio Ospedale della Pietà (1686)

É durante esses anos que Vivaldi escreve grande parte da sua música. Em 1705 é publicada a sua primeira coletânea - as Doze sonatas (Opus 1), dedicadas ao nobre vêneto Annibale Gambara e compostas ainda sob forte influência de Arcangelo Corelli. Em 1708 é publicada uma segunda coletânea de 12 sonatas para violino e baixo contínuo (Opus 2), mas a fama internacional só seria alcançada com a publicação, em Amsterdam no ano de 1711, de uma coletânea de 12 concertos - "L'estro armonico" (Opus 3), graças ao editor Estienne Roger, com suas novas técnicas de impressão bem mais avançadas do que as dos editores venezianos. L'estro armonico repercutiu por toda a Europa. Mais tarde, seis desses concertos seriam transcritos por Bach para vários instrumentos.
No orfanato, desempenhava diversas atividades, interrompidas por suas diversas viagens. Em 1713, tornou-se responsável pelas atividades musicais do Ospedale della Pietà e, em 1716, tornou-se maestro de' concerti.
Vivaldi também parece ter tido vários casos amorosos, um dos quais com uma de suas alunas, a contralto Anna Girò, e o compositor era suspeito de fazer algumas adaptações nas velhas óperas venezianas a fim de adequá-las aos recursos vocais da suposta amante. Essa atividade causou-lhe alguns dissabores com outros músicos, como Benedetto Marcello, que teria escrito um panfleto contra ele.
Em  1714, o compositor publica La stravaganza (Opus 4), uma coletânea de concertos para violino solo, cordas e baixo contínuo. No mesmo ano, torna-se empresário teatral e diretor musical do Teatro Sant'Angelo, onde apresenta Orlando finto pazzo (RV 727), sua primeira ópera encenada em Veneza e a segunda depois da sua estreia em Vicenza, com Ottone in villa.
Em 1723 Vivaldi publicou seu Opus 8, Il cimento dell'armonia e dell'inventione, coletânea que inclui "As Quatro Estações" e que consistia de doze concertos:
- Concerto nº 1 em mi maior, "La primavera", RV 269;
- Concerto nº 2 em sol menor, "L'estate", RV 315;
- Concerto nº 3 em fá maior, "L'autunno", RV 293;
- Concerto nº 4 em fá menor, "L'inverno", RV 297;
- Concerto nº 5 em mi maior, "La tempesta di mare", RV 253;
- Concerto nº 6 em dó maior, "Il piacere", RV 180;
- Concerto nº 7 em ré menor, "Per Pisendel", RV 242;
- Concerto nº 8 em sol menor, RV 332;
- Concerto nº 9 em ré menor, RV 236 (para violino) / RV 454 (para oboé);
- Concerto nº 10 em si maior, "La caccia", RV 362;
- Concerto nº 11 em ré maior, RV 210;
- Concerto nº 12 em dó maior, RV 178 (para violino) / RV 449 (para oboé).

Sete desses concertos são descritivos: os quatro primeiros ("La primavera", "L'estate", "L'autunno", "L'inverno") e mais "La tempesta di mare", "Il piacere" e "La caccia". Vivaldi transformou a tradição da música descritiva em um estilo tipicamente italiano, com seu timbre inconfundível, no qual as cordas têm um papel central.
Seus concertos tiveram enorme sucesso, particularmente na França, e, na segunda metade do século XVIII surgiram mesmo algumas notáveis adaptações da La primavera: Michel Corrette (1707-1795) baseou seu moteto Laudate Dominum de coelis, de 1765, nesse concerto, e, em 1775, o filósofo Jean-Jacques Rousseau escreveu uma delicada transcrição da peça para flauta solo. "La primavera" também era uma das peças favoritas de Louis XV, e Vivaldi recebeu várias encomendas de outras composições para a corte de Versailles.
Em 1725, Il cimento dell'armonia e dell'inventione foi publicado em Amsterdam, com grande sucesso. Em 1738, Vivaldi estava naquela cidade para dirigir a abertura do concerto comemorativo dos 100 anos do Schouwburg de Van Campen, o primeiro teatro da cidade. De volta a Veneza, que à época estava sob severa crise econômica, o compositor exonera-se de suas funções no Ospedale em 1740, planejando mudar-se para Viena, sob o patrocínio de seu admirador Carlos VI.

### Últimos anos e morte
Vivaldi, tal como muitos outros compositores da época, terminou sua vida na pobreza. As suas composições já não eram particularmente apreciadas em Veneza. Com a mudança dos gostos musicais e a afirmação da ópera napolitana Vivaldi estava fora de moda, sendo obrigado a vender um considerável número de manuscritos, a preços irrisórios, para financiar sua transferência para Viena, a convite de Carlos VI. As razões da partida de Vivaldi não são inteiramente claras. Sabe-se que o Imperador adorava as suas composições, e que, em 1727, Vivaldi dedicara a ele La Cetra, uma coletânea de doze concertos para violino. Possivelmente, em Viena, Vivaldi assumiria a posição de compositor oficial na Corte Imperial. Mas a decisão de sair da Itália também pode ter sido motivada por um episódio desagradável. Pouco antes do início da temporada de ópera em Ferrara - que, para Vivaldi, significava uma esperança de resolver suas dificuldades financeiras -, o compositor foi convocado pelo núncio apostólico para ser informado de que fora proibido de entrar na cidade emiliana pelo próprio arcebispo local, Tommaso Ruffo. O motivo alegado para tal proibição (catastrófica para Vivaldi, tendo em vista os compromissos financeiros já assumidos), foi o fato de o Prete Rosso não oficiar missas, além de andar acompanhado por mulheres, tais como Anna Girò. Ademais, o arcebispo tinha aversão ao envolvimento de padres com espetáculos. Isto é o que se deduz da carta enviada por Vivaldi ao seu patrocinador em Ferrara, o marquês Guido Bentivoglio, pedindo seu apoio para tentar reverter a interdição do arcebispo. Na carta, o compositor alegava motivos de saúde para não mais oficiar a missa e proclamava a natureza perfeitamente correta das suas relações com as senhoras que o acompanhavam, todas de exemplar, e comprovável, devoção e honestidade. Nada disso adiantou, e Antonio Vivaldi teve mesmo que amargar um grande prejuízo econômico, afronta que o teria convencido a deixar definitivamente a Itália.
No entanto, sua permanência em Viena seria breve. Pouco depois da sua chegada a Viena, morre seu protetor, Carlos VI, em 20 de outubro de 1740. Esse trágico golpe de azar deixa o compositor sem qualquer fonte de rendimentos, obrigando-o a novamente vender seus manuscritos para sobreviver.
Vivaldi morreria no ano seguinte, no dia 28 de julho de 1741, provavelmente em consequência da bronquite asmática que o acompanhara por toda a vida. Teve um enterro modesto. Anna Girò retornou a Veneza, onde morreria em 1750.
O corpo do compositor encontra-se sepultado na Universidade Tecnológica de Viena. Foi-lhe dada sepultura anônima de pobre (a missa de Requiem na qual o jovem Joseph Haydn [carece de fontes?] teria cantado no coro). Igualmente desafortunada, sua música viria a cair na obscuridade até os anos de 1900.

## Obra

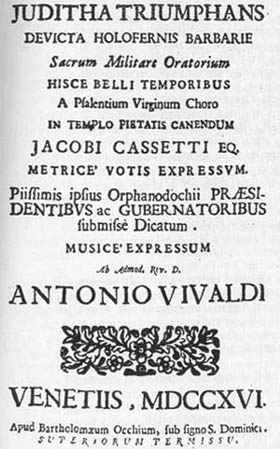
Capa da primeira edição de Juditha Triumphans.

A maior parte dos originais de Vivaldi permaneceu inédita e está disponível na Biblioteca de Turim. Só foi organizada no século XX pelo musicólogo francês Marc Pincherle. A fama de Vivaldi deve-se sobretudo à composição das seguintes obras:
- concertos: Há divergências sobre o número exato de concertos compostos por Vivaldi. Algumas publicações contam 550 concertos compostos por ele.[1] Em outras publicações, citam-se 477 concertos e outros ainda 456.[2] Seus concertos mais conhecidos e divulgados são Le quattro stagioni (As quatro estações);
- 46 óperas;
- 44 motetos;
- sinfonias;
- 2 serenatas;
- 73 sonatas;
- 100 árias;
- 30 cantatas;
- música de câmara (mesmo se algumas sonatas para flauta, como Il Pastor Fido, lhe tenham sido erradamente atribuídas, apesar de compostas por Nicolas Chédeville);
- música sacra - três oratórios (Oratorio Juditha Triumphans, composto para a Pietá; dois Gloria; Stabat Mater; Nisi Dominus; Beatus Vir; Magnificat; Dixit Dominus e outros).

Menos conhecido é o facto de a maior parte do seu repertório ter sido descoberto apenas na primeira metade do século XX em Turim e Génova, mas publicado na segunda metade. A música de Vivaldi é particularmente inovadora, quebrando com a tradição consolidada em esquemas; deu brilho à estrutura formal e rítmica do concerto, repetidamente procurando contrastes harmónicos, inventando melodias e trechos originais.
Ademais, Vivaldi era francamente capaz de compor música não acadêmica, apreciada supostamente pelo público geral, e não só por uma minoria intelectual. A alegre aparência dos seus trabalhos revela uma alegria de compor. Estas estão entre as razões da vasta popularidade da sua música. Esta popularidade rapidamente o tornou famoso em países como a França, na altura muito fechada nos seus valores nacionais.

## Legado

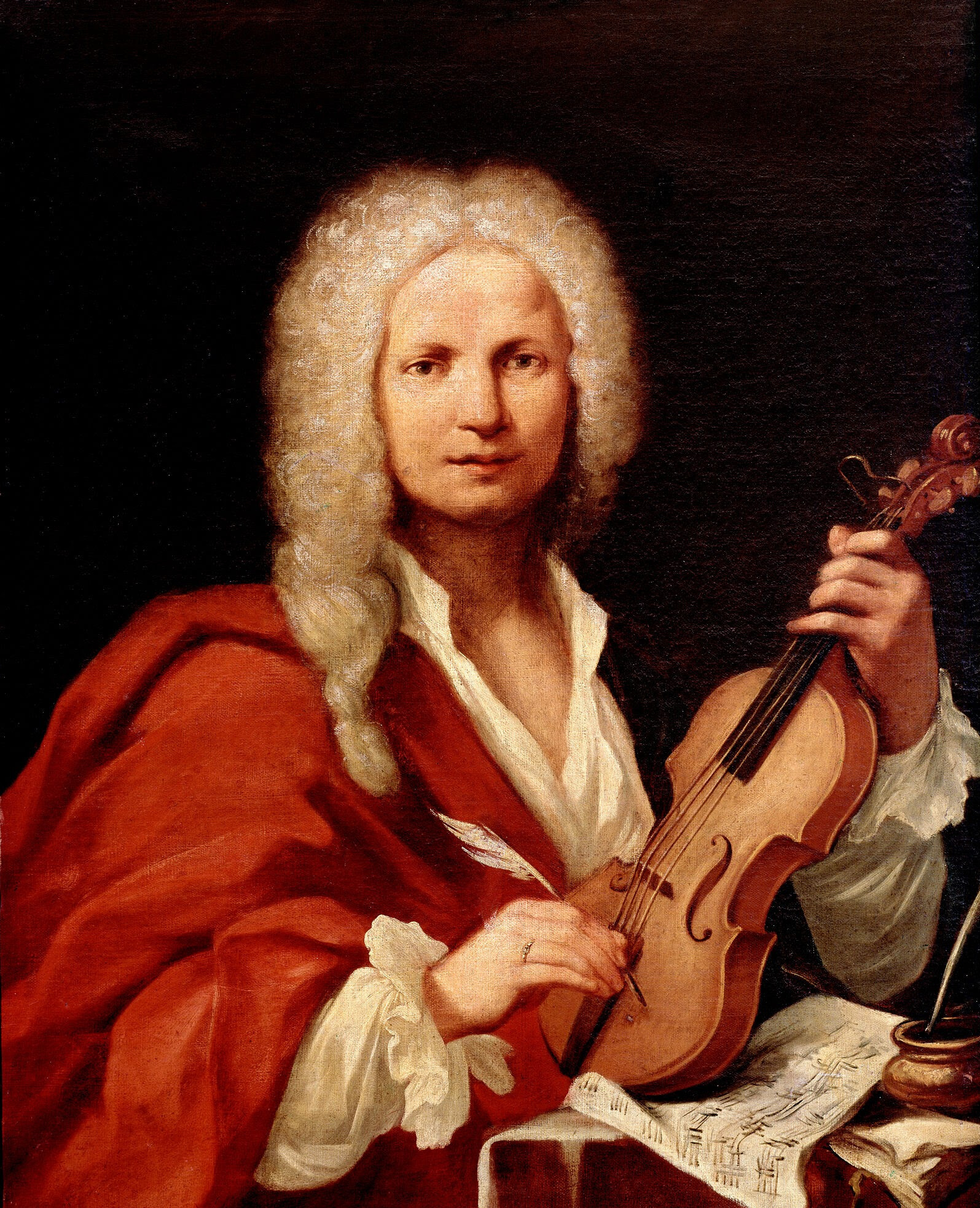
Retrato de um violinista veneziano desconhecido, geralmente tomado como sendo Vivaldi.

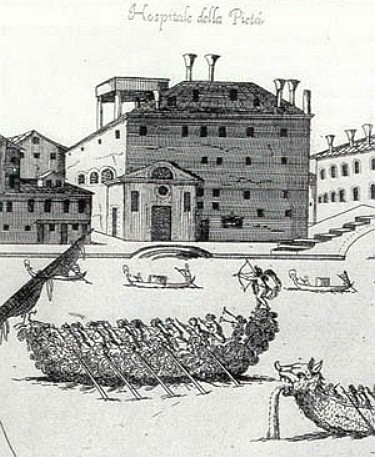
Ospedale della Pietá

Johann Sebastian Bach foi deveras influenciado pelo concerto e Aria de Vivaldi (revivido nas suas Paixões e cantate). Bach transcreveu alguns dos concertos de Vivaldi para o cravo e o órgão, bem como alguns para orquestra, incluindo o famoso Concerto para Quatro Violinos e Violoncelo, Cordas e Baixo Contínuo (RV580). Contudo, nem todos os músicos demonstraram o mesmo entusiasmo: Igor Stravinsky afirmou em tom provocativo que Vivaldi não teria escrito centenas de concertos mas um único, repetidos centenas de vezes.
Vivaldi foi o compositor que inventou ou, pelo menos, estabeleceu a estrutura definitiva do concerto e da sinfonia. Foi o primeiro compositor a usar consistentemente a forma ritornelo em seus concertos, como pode ser verificado em "As quatro estações".
A ressurreição do trabalho de Vivaldi no século XX deve-se sobretudo aos esforços de Alfredo Casella, que em 1939 organizou a agora histórica Semana Vivaldi. Desde então, as composições de Vivaldi obtiveram sucesso universal, e o advento da "atuação historicamente informada" conseguiu catapultá-lo para o estrelato novamente. Em 1947 o empresário veneziano Antonio Fanna fundou o Istituto Italiano Antonio Vivaldi, cujo primeiro diretor artístico foi o compositor Gian Francesco Malipiero, com o propósito de promover a música de Vivaldi e publicar novas edições de seus trabalhos.
A música de Vivaldi, juntamente com a de Mozart, Tchaikovsky, Corelli e Bach foi incluída nas teorias de Alfred Tomatis sobre os efeitos da música no comportamento humano, e usada em terapia musical.
| Credo in unum Deum, do Credo em mi menor (RV 591) para coro e orquestra   |
|                                                                           |
| Interpretado pela Advent Chamber Orchestra & Choir, maestro Gabriel Pavel |

| Allegro - Adagio e spiccato - Allegro, do Concerto para dois violinos em ré menor, Op. 3 No. 11  |
|                                                                                                  |
| Interpretado pela Advent Chamber Orchestra, com os solistas David Parry e Roxana Pavel Goldstein |

| Allegro do concerto para violino Primavera, das Quatro Estações                                                       |
| |
| Interpretado pelos Wichita State University Chamber Players, John Harrison ao violino e Robert Turizziani na regência |

| Presto do concerto para violino Verão, das Quatro Estações                                                            |
| |
| Interpretado pelos Wichita State University Chamber Players, John Harrison ao violino e Robert Turizziani na regência |

| Allegro do concerto para violino Inverno, das Quatro Estações                                                         |
| |
| Interpretado pelos Wichita State University Chamber Players, John Harrison ao violino e Robert Turizziani na regência |

Allegro do concerto para violino Outono, das Quatro Estações
| Allegro do moteto para soprano e orquestra                                |
|                                                                           |
| Interpretado por Cristina Piccardi, solista, e a Advent Chamber Orchestra |